# Centrum Kształcenia Inżynierów
Centrum Kształcenia Inżynierów (CKI) – pozawydziałowa jednostka Politechniki Śląskiej działająca w Rybniku. Powstała w roku 1962 jako Ośrodek Stacjonarno-Zaoczny i kształciła studentów na sześciu wydziałach w ramach studiów stacjonarnych i niestacjonarnych, na kierunkach: Budownictwo, Elektrotechnika, Górnictwo i Geologia, Informatyka, Inżynieria Środowiska, Zarządzanie oraz Zarządzanie i Inżynieria Środowiska.
Po przekształceniu w centrum naukowo-dydaktyczne i po uzyskaniu wymaganych uprawnień, jednostka rozpoczęła z dniem 1 października 2015 r. kształcenie na studiach stacjonarnych i niestacjonarnych I stopnia na kierunku Zarządzanie i Inżynieria Produkcji. Z dniem 1 listopada 2016 r. podstawowa jednostka organizacyjna została połączona z Wydziałem Budownictwa. Centrum Kształcenia Inżynierów funkcjonuje nadal jako jednostka pozawydziałowa uczelni.

## Budynki
Baza dydaktyczna i laboratoryjna Centrum Kształcenia Inżynierów obejmuje:
- budynek główny, ul. Tadeusza Kościuszki 54
- pawilon dydaktyczno-laboratoryjny, ul. Tadeusza Kościuszki 54
- budynki dydaktyczne, ul. Rudzka 13
- Laboratorium Nowoczesnych Technologii Przemysłowych, ul. Rudzka 13

## Studenckie Koła Naukowe
- Studenckie Koło Naukowe Energetyki Komunalnej
- Studenckie Koło Naukowe Linuksa i Wolnego Oprogramowania
- Studenckie Koło Naukowe „Trwałość”
- Studenckie Koło Audytorów Energetycznych w Rybniku „SKAnER”
- Studenckie Koło Naukowe „Metody Symulacyjne w Zarządzaniu”